# PO AE
Die Fahrzeuge der Baureihe AE waren Elektrotriebwagen der französischen Eisenbahngesellschaft Compagnie du chemin de fer de Paris à Orléans (PO). Bei der SNCF wurden die sieben Fahrzeuge als Baureihe Z 4000 bezeichnet.

## Vorgeschichte

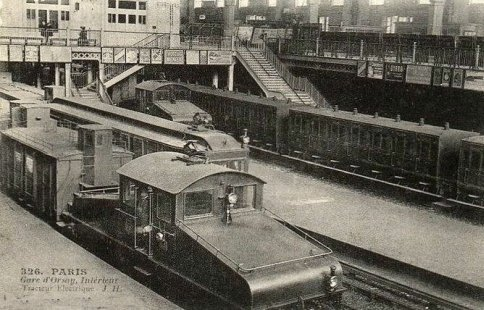
Gare d’Orléans mit zwei 550-V-Elektrolokomotiven (um 1900)

Im Jahr 1900 elektrifizierte die PO ihre neu errichtete Strecke zwischen den Pariser Bahnhöfen Gare d’Orléans und Gare d’Orsay mit einer Gleichspannung von 550 V, die aus seitlich der Gleise angebrachten Stromschienen bezogen wurde. Zwischen den beiden Bahnhöfen wurden die Züge von kleinen Elektrolokomotiven gezogen. 1904 stellte die PO im Zuge der Verlängerung der Elektrifizierung nach dem 22 Kilometer entfernten Juvisy, in deren Zusammenhang die Fahrspannung auf 600 V erhöht wurde, mit der Baureihe AE erstmals elektrische Triebwagen in Dienst.

## Geschichte und Beschreibung

### Ursprüngliche Ausführung

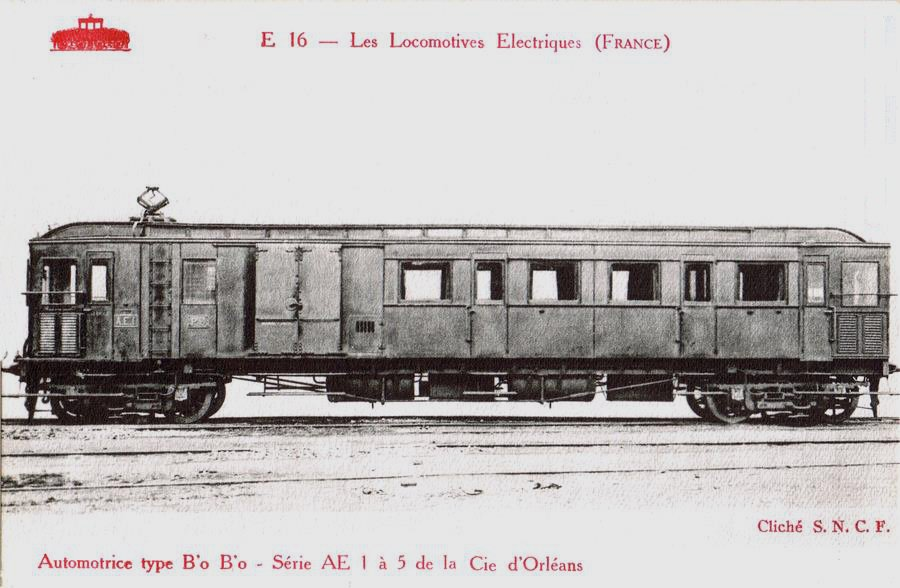
AE 1

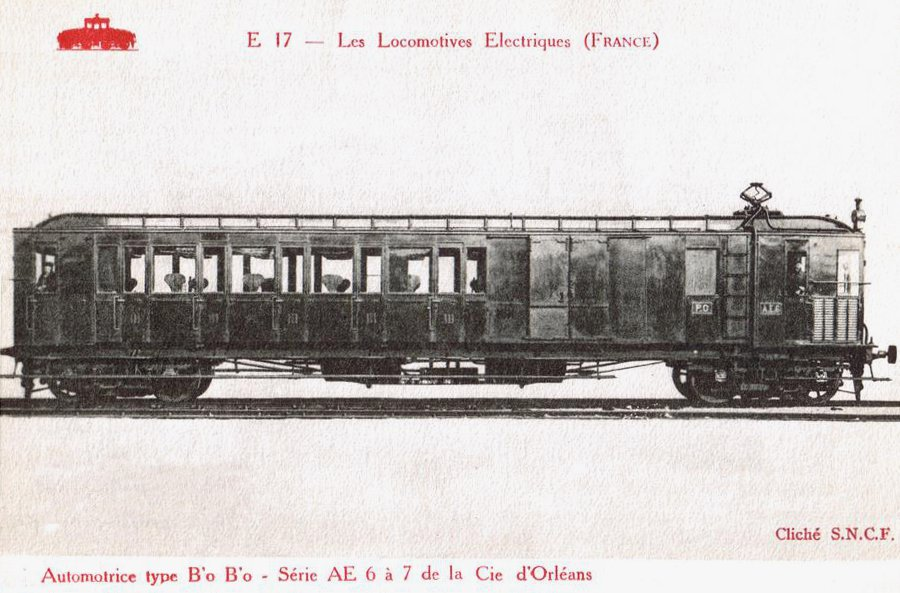
AE 6

Zunächst wurden im Jahr 1904 die Triebwagen AE 1 bis AE 5 in Betrieb genommen. 1907 folgten AE 6 und AE 7, die sich vor allem durch die Zahl der Türen und die Anordnung der Fenster von ihren Vorgängern unterschieden.
Zusätzlich zu den seitlich angebrachten Stromschienen-Stromabnehmern wiesen die AE einen kleinen Dachstromabnehmer auf, der aber nur für Fahrten im Depot genutzt wurde. Der Wagenkasten aus verblechtem Holz mit Laternendach ruhte auf zwei zweiachsigen Drehgestellen, deren Achsen von vier Elektromotoren von General Electric angetrieben wurden (Achsfolge Bo’Bo’). Die Höchstgeschwindigkeit der 368 kW starken Fahrzeuge betrug 90 km/h. Sie waren 21,25 m lang, die Leermasse betrug 41,4 t. Die Triebwagen bespannten „Sandwich“-Züge – an beiden Zugenden lief jeweils ein AE, dazwischen waren zehn bis fünfzehn Personenwagen eingereiht. Diese Wagen waren Abteilwagen mit Seitentüren aus den 1880er Jahren.
Die Züge erwiesen sich als gut für den Vorortverkehr geeignet, sie kamen auf tägliche Laufleistungen von rund 250 Kilometer. Da die elektrische Ausrüstung der Triebwagen Kurzschlüsse verursachen konnte, führten sie eine zum Feuerlöschen geeignete Ausrüstung mit.
1921 wurden die mit Petroleum betriebenen Stirnlampen durch elektrische ersetzt. In jenem Jahr beschloss die PO, einer ministeriellen Verfügung des Vorjahres entsprechend, die Umstellung der Strecke auf eine Spannung von 1500 V und Oberleitungsbetrieb.

### Verwendung als Steuerwagen
Nach der Umstellung der Strecke wurden die Motoren der Fahrzeuge ausgebaut, und die AE wurden als Steuerwagen der Baureihe ZC 23000 zugeordnet. Mit Elektrolokomotiven des Typs BB 200 liefen sie ab 1926 zwischen Tours und Saint-Pierre-des-Corps und pendelten auf der kurzen Strecke zwischen den Bahnhöfen Orléans und Les-Aubrais-Orleans.

### Remotorisierung

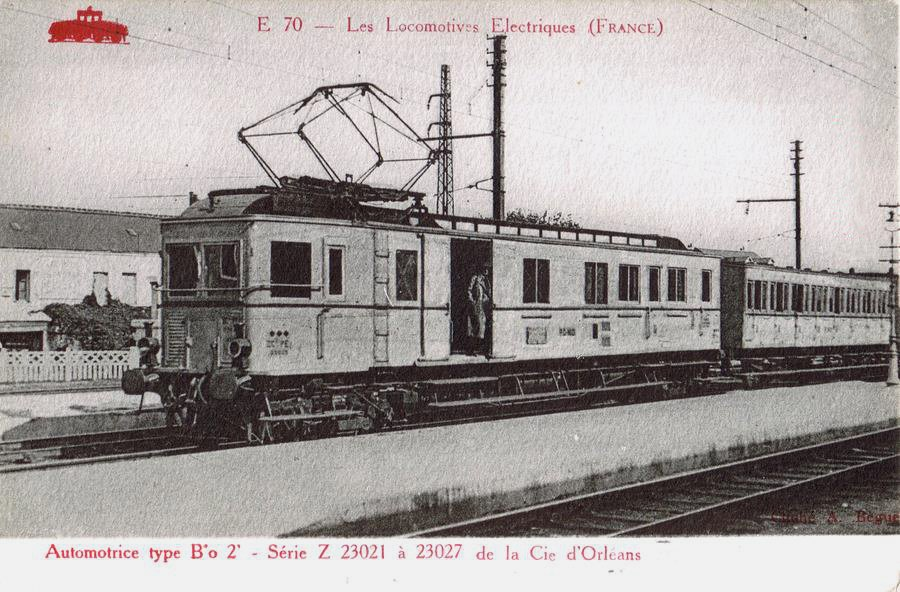
Z 23021 der SNCF mit Scherenstromabnehmer

Nach dem erfolgreichen Umbau der Elektroloks der Baureihe E – ab 1899 für die Traktion der Züge Gare d’Orléans–Gare d’Orsay im Einsatz – erhielten auch die ehemaligen AE in den 1920er Jahren wieder Motoren und Stromabnehmer. Mit einem auf dem Dach positionierten Scherenstromabnehmer wurden sie erneut als Triebwagen auf denselben Relationen eingesetzt. Nur noch zwei Fahrmotoren lieferten, bei einer aus Oberleitungen bezogenen Gleichspannung von 1500 V, eine Leistung von 167 kW. Als Beiwagen erhielten die nun als Z 23021 bis 23027 bezeichneten Fahrzeuge die Wagenkästen sieben ehemaliger Purrey-Dampftriebwagen.
Im Januar 1938 gingen die Triebwagen an die neu gegründete Staatsbahn SNCF über, die zur Reduzierung der Unterhaltungskosten deren Höchstgeschwindigkeit auf 65 km/h herabsetzte. Um eines einheitlichen Erscheines willen wurden sie gemeinsam mit den Beiwagen zweifarbig unten blau und am Fensterband hellgrau lackiert. Gegen Ende des  Zweiten Weltkriegs wurde am 7. März 1945 der Z 23026 zerstört. Die verbliebenen Triebwagen wurden 1950 in Z 4001 bis 4005 und Z 4007 umgezeichnet. In diesem Jahrzehnt wurden sie aus dem öffentlichen Verkehr entfernt und dienten fortan in Tours, Orléans und Toulouse der Beförderung von Bahnarbeitern. In den 1960er Jahren verloren sie ihr Laternendach und erhielten einen dunkelgrünen Anstrich.
In den Jahren 1967 und 1968 wurden vier der Triebwagen abgestellt. Die verbliebenen Z 4001 und 4002, gekuppelt mit Gepäcktriebwagen der Bauart Z 4200, wurden 1971 zwischen Brétigny-sur-Orge und Dourdan auf der Bahnstrecke Brétigny–La Membrolle-sur-Choisille zur Erprobung der Thyristor-Technologie genutzt.

## Verbleib
Kein Fahrzeug der Baureihe blieb erhalten. Der Z 4001, für das Eisenbahnmuseum Mülhausen gedacht, wurde schließlich ebenfalls verschrottet.